# Zeitlofs
Zeitlofs là một đô thị ở huyện Bad Kissingen bang Bayern nước Đức. Đô thị Zeitlofs có diện tích 40,11 km², dân số thời điểm ngày 31 tháng 12 năm 2006 là 2231 người.